# بويد لي دنلوب
بويد لي دنلوب (بالإنجليزية: Boyd Lee Dunlop)‏ هو عازف جاز وعازف بيانو أمريكي، ولد في 20 يونيو 1926 في وينستون-سالم في الولايات المتحدة، وتوفي في 27 ديسمبر 2013 في بوفالو في الولايات المتحدة.

## وصلات خارجية
- بويد لي دنلوب على موقع ميوزك برينز (الإنجليزية)
- بويد لي دنلوب على موقع أول ميوزيك (الإنجليزية)